# クリストファー・ルンゴイ
クリストファー・ルンゴイ（Christopher Lungoyi、2000年7月4日 - ）は、コンゴ民主共和国・キンシャサで生まれたスイスのサッカー選手。スーパーリーグ・FCルガーノ所属。ポジションはフォワード。

## 経歴
セルヴェットFCの下部組織出身で、FCポルトのユースチームに移籍した後スーパーリーグ・FCルガーノに所属した。
2021年1月21日、ユヴェントスFCのリザーブチームであるU-23ユヴェントスFCへ移籍した。なお2022年6月までFCルガーノにレンタル移籍している。